# Tovste, Huseatîn
Tovste (în ucraineană Товсте) este localitatea de reședință a comunei Tovste din raionul Huseatîn, regiunea Ternopil, Ucraina.

## Demografie
Componența lingvistică a localității Tovste
     Ucraineană (99,82%)
     Alte limbi (0,18%)
Conform recensământului din 2001, majoritatea populației localității Tovste era vorbitoare de ucraineană (99,82%), existând în minoritate și vorbitori de alte limbi.